# Xanthorhoe gypsomela
Xanthorhoe gypsomela là một loài bướm đêm trong họ Geometridae.